# Section 8 (album)
Section 8 è il quarto album in studio del rapper statunitense MC Eiht, pubblicato nel 1999.
Si tratta del secondo album realizzato senza il suo gruppo storico Compton's Most Wanted.

## Tracce
1. Section 8 (Intro) – 0:53
2. Living N' Tha Streetz (featuring Boom Bam) – 4:44
3. My Life – 4:54
4. Murder at Night – 4:23
5. Caution – 4:42
6. The Getaway (Skit) – 0:26
7. Automatic – 4:15
8. Strawberriez -N- Cream (featuring High "T" & Compton's Most Wanted) – 5:19
9. Flatline – 4:33
10. Dayz of 89' – 4:48
11. Tha Hood Still Got Me Under (featuring Soultre) – 4:41
12. Me & My Bitch (featuring Techniec) – 4:20
13. Ill Tha Hood Way (featuring Mack 10 & Ice Cube) – 4:27
14. Thicker Than Water (featuring Val Young) – 4:22
15. Tha Nail Shop (Luther's Outro) – 2:43